# 大田乡 (汉源县)
大田乡，是中华人民共和国四川省雅安市汉源县曾经下辖的一个乡。2019年12月，撤销大田乡，将其所属行政区域划归九襄镇管辖。

## 行政区划
大田乡撤销前下辖以下地区：
新堰村、木林村、新中村、向阳村、建设村和胜利村。